# Turmhügel Schlösslberg
Der hochmittelalterliche Turmhügel Schlösslberg liegt nahe dem Gemeindeteil Walddorf von Ihrlerstein im niederbayerischen Landkreis Kelheim. Die Anlage liegt ca. 2700 m nordöstlich von Walddorf bzw. 1500 m östlich von Kleinwalddorf entfernt im Bahnholz auf dem Schlößlberg. Sie wird als „mittelalterlicher Turmhügel“ unter der Aktennummer D-2-7037-0034 als Bodendenkmal im Bayernatlas aufgeführt.

## Beschreibung
Die Höhenburganlage besteht aus einem kreisrunden Hügel; der Durchmesser des Turmhügels (Motte) beträgt ca. 14 m, seine Höhe noch ca. 1 m. Umgeben ist er von einem 0,4 m breiten und etwa 1 m tiefen Graben, der bei Regen stellenweise von Wasser gefüllt ist. In rezenter Zeit wurde er in der Mitte und an der Südostseite abgegraben. Der Schlößlberg hieß bis 1794 noch „Schloßbuckel-Schlag“. Nach einer Sage sollen auf dem „Schloß Pühel“ zwei Schwestern gelebt haben, um 1600 sollen hier noch „rudera“ („Schutthaufen, Trümmer“) zu sehen gewesen sein.

## Geschichte
Es wird vermutet, dass hier einst ein Wach- oder Kontrollturm bzw. Ministerialensitz gestanden hat. Zumindest kreuzten sich in der Nähe zwei mittelalterliche Wege: Einer führte vom Donauübergang bei Herrnsaal nach Painten, der andere führte von Riedenburg über Viehhausen nach Regensburg. Als Erbauer kommen die Burggrafen von Riedenburg in Frage, die aber nach der Gründung der Stadt Kelheim das Interesse an dem Bau verloren hatten.